# بين لامب
بين لامب (بالإنجليزية: Ben Lamb)‏ هو لاعب بوكر أمريكي، ولد في 31 مارس 1985 في تلسا في الولايات المتحدة.